# Andrés Córdova
Andrés Fernández de Córdova Nieto (Cañar, 28 de maio de 1892 – Quito, 3 de outubro de 1892) foi um político equatoriano. Ocupou o cargo de presidente de seu país entre 11 de dezembro de 1939 e 10 de agosto de 1940. Foi candidato à presidência novamente em 1968, porém perdeu para José Maria Velasco Ibarra.